# ۱۳ ژوئن
۱۳ ژوئن صد و شصت و چهارمین (در سال‌های کبیسه صد و شصت و پنجمین) روز سال در گاه‌شماری میلادی است. ۲۰۱ روز تا پایان سال باقی‌است.

## رویدادها
- ۱۵۳۴ - امپراتوری عثمانی بر تبریز مسلط شد.[نیازمند منبع]
- ۲۰۱۹ - حمله به دو نفتکش در دریای عمان

## زادروزها
- ۸۲۳ – شارل دوم، پادشاه فرانک باختری
- ۱۸۳۱ – جیمز کلرک ماکسول، فیزیک‌دان بریتانیایی
- ۱۸۶۵ – ویلیام باتلر ییتس، نویسنده و شاعر ایرلندی
- ۱۹۴۴ – بان کی‌مون، سیاست‌مدار اهل کره جنوبی و هشتمین دبیرکل سازمان ملل متحد

## درگذشت‌ها
- ۱۹۷۳ – سیدنی مشبیر، نظامی اهل ایالات متحده آمریکا (ز. ۱۸۹۱)
- ۱۹۸۲ – خالد بن عبدالعزیز آل سعود، چهارمین پادشاه عربستان سعودی و هفدهمین فرمانروا از خاندان آل سعود (ز. ۱۹۱۳)
- ۱۹۴۸ _ دازای اوسامو نویسنده معروف اهل ژاپن